# Інеу (Біхор)
Інеу (рум. Ineu) — село у повіті Біхор в Румунії. Адміністративний центр комуни Інеу.
Село розташоване на відстані 426 км на північний захід від Бухареста, 14 км на схід від Ораді, 117 км на захід від Клуж-Напоки.

## Населення
За даними перепису населення 2002 року у селі проживали 2276 осіб.
Національний склад населення села:
| Національність | Кількість осіб | Відсоток |
| -------------- | -------------- | -------- |
| румуни         | 1093           | 48,0%    |
| цигани         | 735            | 32,3%    |
| угорці         | 443            | 19,5%    |

Рідною мовою назвали:
| Мова      | Кількість осіб | Відсоток |
| --------- | -------------- | -------- |
| румунська | 1108           | 48,7%    |
| циганська | 719            | 31,6%    |
| угорська  | 445            | 19,6%    |